# Грундман, Эльза Яковлевна
Э́льза Я́ковлевна Гру́ндман (латыш. Elza Grundmane; 16 мая 1891, Курляндская губерния, Российская империя — 30 марта 1931, Москва, СССР) — российская революционная и советская партийная деятельница, сотрудница органов государственной безопасности.

## Биография
Родилась в Гробинском уезде Курляндской губернии в семье крестьянина-середняка, окончила 5-классное министерское училище (1899—1904).
В 1905 году примкнула к революционному движению, с 1906 года состояла в Латвийской социал-демократической рабочей партии. Исключена из женской гимназии как политически неблагонадежная, отбывала 2,5 года заключения в Либавской тюрьме.
После начала Первой мировой войны в 1915 году перебралась в Петроград, работала токарем на заводе Новый Леснер.
В 1917 году активно участвовала в Октябрьском вооружённом восстании и штурме Зимнего дворца.
В апреле 1918 года вошла в состав Всероссийского бюро военных комиссаров, и вскоре была назначена на должность комиссара особых отрядов 3-й армии Восточного фронта, в которой руководила принудительными реквизициями продовольствия у крестьян, а также карательными операциями.
В 1919 году перебралась в Москву, была 2-м секретарём горрайкома партии. С июня того же года по направлению ЦК РКП(б) перешла на оперативную работу в Московской ЧК, участвовала в ликвидации ряда контрреволюционных заговоров и организаций, подавлении антибольшевистских выступлений. С 1920 года работала в Особом отделе ВЧК Юго-Западного фронта.
После окончания Гражданской войны работала в органах ВУЧК и ОГПУ УССР и Северного Кавказа. С 1930 года состояла на ответственной работе в центральном аппарате ОГПУ. Была награждена Орденом Красного Знамени (1926), а также — трижды — именными золотыми часами (1920, 1923, 1928), именным портсигаром (1921), лошадью (1921) и грамотой коллегии ОГПУ СССР (1928). Кроме того, в 1924 году удостоилась Знака «V лет ВЧК-ОГПУ» (первая  ведомственная награда органов госбезопасности), став второй женщиной, получившей эту награду.
Покончила жизнь самоубийством при невыясненных обстоятельствах.